# Monumento ao Grande Incêndio de Londres
O Monumento ao Grande Incêndio de Londres, mais conhecido como The Monument ("O Monumento"), é uma torre de pedra de 61,5 metros de altura, em estilo dórico romano, localizada na cidade de Londres, próxima à London Bridge. A obra, em homenagem ao Grande Incêndio de Londres, começou a ser construída em 1672 e terminou em 1677. O Monumento era a mais alta coluna de pedra do mundo. A altura do Monumento é igual à distância entre a base da torre e onde se iniciou o incêndio. 